# Paraponera
Paraponera  (лат.) — род крупных тропических муравьёв из подсемейства Paraponerinae (Formicidae), обладающих сильным жалом.

## Распространение
Неотропика (Центральная и Южная Америка).

## Классификация
Род включает 2 вида (один ископаемый) и относится к отдельному подсемейству Paraponerinae Emery, 1901. Ранее включались в состав Ponerinae в качестве трибы Paraponerini или в составе трибы Ectatommini.
- Paraponera clavata (Fabricius, 1775)
- † Paraponera dieteri Baroni Urbani, 1994 (ископаемый вид: миоцен, доминиканский янтарь)[1][2]

## Описание
Крупные хищные муравьи с длиной тела до 25 мм. Нижнечелюстные щупики 5-члениковые, нижнегубные щупики состоят из 3 сегментов. Усики 12-члениковые (у самцов состоят из 13 сегментов). Голова субквадратная, с округлыми углами. Голени средней и задней пары ног с двумя шпорами. В стебельке между грудкой и брюшком один членик (петиоль), но первый сегмент брюшка резко отделён перетяжкой от остальных, напоминая формой второй членик стебелька (постпетиоль) некоторых других муравьёв (Myrmicinae). 
Обладают очень сильным жалом и ядом.